# Ameletus subnotatus
Ameletus subnotatus är en dagsländeart som beskrevs av Eaton 1885. Ameletus subnotatus ingår i släktet Ameletus och familjen Ameletidae. Inga underarter finns listade i Catalogue of Life.